# Картіу
Картіу (рум. Cartiu) — село у повіті Горж в Румунії. Входить до складу комуни Турчинешть.
Село розташоване на відстані 232 км на захід від Бухареста, 10 км на північ від Тиргу-Жіу, 96 км на північний захід від Крайови.

## Населення
За даними перепису населення 2002 року у селі проживали 497 осіб, з них 496 осіб (99,8%) румунів. Рідною мовою 496 осіб (99,8%) назвали румунську.